# 해롤드 디들벅의 원죄
해롤드 디들벅의 원죄(The Sin Of Harold Diddlebock)는 미국에서 제작된 프레스턴 스터지스 감독의 1947년 코미디 영화이다. 해럴드 로이드 등이 주연으로 출연하였다.

## 출연

### 주연
- 해럴드 로이드
- 지미 콘린

### 조연
- 레이몬드 월번
- 루디 발리
- 에드가 케네디
- 아레인 저지